# 共同突厥語
共通突厥语是包括突厥语族除乌古尔语支之外的所有语支的分类单元。

## 分類
拉爾斯·喬納森的分類方案包含下列子分類：
- 乌古斯语支
- 钦察语支
- 葛逻禄语支
- 西伯利亚语支
- 哈拉吉语

在这个分类方案中，共同突厥语和乌古斯突厥语（利尔-突厥语）形成对立。共同突厥语与乌古尔语族有些对应，如共同突厥语/š/ 对应乌古尔语族/l/ 和共通突厥语/z/ 对应乌古尔语族/r/ 。
在其他分类方案中的划分有所不同。